# フェリックス・ユージン・フリッシュ
フェリックス・ユージン・フリッシュ（Felix Eugen Fritsch、1879年4月26日 - 1954年5月2日）は藻類を専門とするイギリスの植物学者である。

## 略歴
ロンドンで生まれた。父親はプライベート・スクールの経営者である。ミュンヘン大学でルートビヒ・ラドルコーファー（Ludwig Radlkofer）の助手を務め、博士号を得た後、ユニヴァーシティ・カレッジ・ロンドンと王立植物園（キューガーデン）で教えた。1911年からロンドン大学のクィーン・メアリー・カレッジで植物学を教えはじめ、1924年から教授職となった。1948年に名誉教授となった。
1912年から淡水藻の図版の収集を行い、亡くなるまでに20,000点に及ぶ藻類の写真、図版を集め、"Fritsch Collection" と呼ばれるようになったコレクションは現在、百万に達し、マイクロフィルム化されている。
1929年にイングランド北西部の湖水地方に最初の淡水藻の研究所、Freshwater Biological Association（FBA）を設立し、終生、FBAの評議員を務めた。ドイツから亡命した植物学者、エルンスト・プリングスハイム（Ernst Georg Pringsheim jun.）を援助した。自然環境審議会(Natural Environment Research Council)の審議員やダンスタッフネージ海洋研究所（Dunstaffnage Marine Laboratory）の審議員も務めた。
1932年に王立協会のフェローに選ばれ、1950年にダーウィン・メダルを受賞した。1949年から1952年の間、ロンドン・リンネ協会の会長を務め、1954年にリンネ・メダルを受賞した。

## 著作
- The Structure and Reproduction of the Algae, 2 Bände, Cambridge University Press 1945
- George Stephen Westと共著: A Treatise of the British Freshwater Algae, Cambridge University Press 1927